# Aphaniosoma aldrichi
Aphaniosoma aldrichi är en tvåvingeart som beskrevs av Wheeler 1961. Aphaniosoma aldrichi ingår i släktet Aphaniosoma och familjen gulflugor.
Artens utbredningsområde är Texas. Inga underarter finns listade i Catalogue of Life.